# マクシム・パスコッチ
- マクシム・パスコッチ
- マクシム・パスコツィ
- マクシム・パスコッツィ

マクシム・パスコッチ（Maksim Paskotši, 2003年1月19日 - ）は、エストニア・タリン出身のサッカー選手。スイス・スーパーリーグ・グラスホッパー・クラブ・チューリッヒ所属。ポジションはDF。

## 経歴

### クラブ
2020年6月20日、エストニア・カップでFCフローラ・タリンのシニアデビューを果たすと、3ヶ月後の9月21日、プレミアリーグのトッテナム・ホットスパーFCへと移籍した。
2021年8月19日、UEFAヨーロッパカンファレンスリーグ 2021-22の予選プレーオフ、FCパソス・デ・フェレイラ戦でトッテナムのトップチームデビューを果たした。

### 代表
各年代別のエストニア代表でプレーした後、2021年3月24日にチェコ代表戦でエストニアフル代表デビューを果たした。2021年6月に1年延期して行われたバルティックカップ2020では代表の83年ぶりの優勝に貢献した。

## タイトル
エストニア代表
- バルティックカップ:2020